# Горец (будущий фильм)
«Горец» (англ. Highlander) — будущий американский художественный фильм режиссёра Чада Стахелски, перезапуск фильма 1986 года. Главную роль в нём сыграет Генри Кавилл. Съёмки картины начнутся в 2025 году.

## Сюжет
Главный герой фильма — шотландец Коннор Маклауд, представитель расы бессмертных воинов, убить которых можно, только обезглавив мечом. Больше четырёх веков он ведёт борьбу со страшным врагом.

## В ролях
- Генри Кавилл — Коннор Маклауд
- Рассел Кроу
- Мариса Абела

## Производство и премьера
В марте 2008 года компания Summit Entertainment объявила, что купила права на франшизу «Горец» и начала работу над новой версией первого фильма. В качестве сценаристов были приглашены Арт Маркам и Мэтт Холлоуэй — авторы сценария фильма «Железный человек», однако позже Summit обратилась к Мелиссе Розенберг, запланировав выход фильма на 2011 год.
В сентябре 2009 года было объявлено, что в качестве режиссёра над фильмом будет работать Джастин Лин, получивший известность благодаря нескольким фильмам серии «Форсаж». Однако в августе 2011 года стало известно, что Лин не сможет заниматься постановкой фильма, и его заменил испанец Хуан Карлос Фреснадильо.
В июне 2012 года было объявлено о том, что роль Коннора Маклауда сыграет Райан Рейнольдс. Ввиду творческих разногласий в ноябре 2012 года Фреснадильо покинул проект, а в июне 2013 года ушёл и Рейнольдс. В октябре 2013 года студия Summit Entertainment нашла нового кандидата на пост режиссёра-постановщика в лице Седрика Николя-Трояна.
В мае 2021 года было объявлено, что режиссёром фильма стал Чад Стахелски, главную роль получил Генри Кавилл. Производством займётся компания Lionsgate, бюджет проекта может превысить 100 млн долларов. Сценарий написал Майкл Финч, съёмки должны были начаться в 2024 году. Продюсерами проекта являются Нил Х. Мориц, Луиз Роснер и Джошуа Дэвис, но в последствии их перенесли на август 2025 году. В июле 2025 года, было объявлено, что Рассел Кроу и Мариса Абела присоединились к актерскому составу ремейка «Горца».